# Amaranthus acanthobracteatus
Amaranthus acanthobracteatus là loài thực vật có hoa thuộc họ Dền. Loài này được Henr. mô tả khoa học đầu tiên năm 2004.